# 博姆科韋
49°11′23″N 27°21′58″E / 49.18972°N 27.36611°E
博姆科韋（烏克蘭語：Бомкове）是位於烏克蘭西部的村莊，由赫梅利尼茨基州裡赫梅利尼茨基區的德拉日尼亞市鎮負責管轄。該村始建於1515年，面積0.7平方公里，海拔高度350米，2001年人口116，人口密度每平方公里165.7人。